# Mirko Pätzold
Mirko Pätzold (ur. 9 kwietnia 1976 w Strausbergu) – niemiecki bobsleista, srebrny medalista mistrzostw świata.

## Kariera
Największy sukces w karierze osiągnął w 2008 roku, kiedy wspólnie z Thomasem Florschützem wywalczył srebrny medal w dwójkach podczas mistrzostw świata w Altenbergu. Był to jednak jego jedyny medal wywalczony na międzynarodowej imprezie tej rangi. Na tych samych mistrzostwach jego osada zajęła także czwarte miejsce w czwórkach. Jedyne podium w zawodach Pucharu Świata wywalczył 7 grudnia 2007 roku w Park City, gdzie w parze z Florschützem był drugi w dwójkach. Nigdy nie wystąpił na igrzyskach olimpijskich.